# Mironówka (rejon jampolski)
Mironówka (ukr. Миронівка) – wieś na Ukrainie, w obwodzie winnicki, w rejonie jampolskim, nad Murafą.
W czasach Rzeczypospolitej wieś leżała w województwie bracławskim. Odpadła od Polski w wyniku II rozbioru.